# Etanolamin
Etanolamin (även kallat 2-aminoetanol och glycinol) är en organisk förening som är både en primär amin och en primär alkohol. Den har kemisk formel NH2C2H4OH. Det ingår bundet till fosforsyra som hydrofilt huvud i fosfolipiden fosfatidyletanolamin.

## Framställning
Etanolamin tillverkas genom att reagera etenoxid med ammoniak.
Eftersom mer än en etenoxidmolekyl kan reagera med samma ammoniakmolekyl bildas även ämnena dietanolamin (DEA) och trietanolamin (TEA). För att tydligare särskilja etanolamin från dessa kalls det ibland för monoetanolamin (MEA).

## Användning
Etanolamin används som skrubber för att rena rökgaser från bl.a. koldioxid, svavelväte och andra sura gaser. Etanolamin är en så pass svag bas att den kan återavge koldioxid och svavelväte vid upphettning. Det gör att ämnet kan recirkuleras.
Det används också för att höja pH-värdet på vatten i till exempel ångpannor för att förhindra korrosion. Metoden används framför allt i kärnkraftverk.
Ett nytt användningsområde som MEA har är som reaktionsmedel i hårfärg istället för ammoniak. Den utvecklar färgpigmenten och sväller hårstrået så att färgpenetrering kan ske. MEA stannar i håret i upp till 72 timmar efter avslutad behandling, under vilken oxideringen fortgår.